# 菲勒普
菲勒普，是匈牙利豪伊杜-比豪尔州所辖的一个村。总面积55.95平方公里，总人口1765，人口密度31.5人/平方公里（2011年1月1日）。